# Johannes Clüver

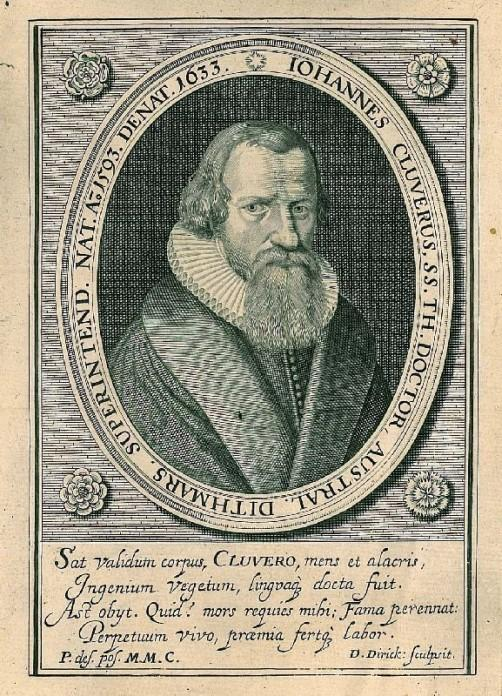
Johannes Clüver

Johannes Clüver, auch Cluverus (* 16. Februar 1593 in Krempe; † 25. Dezember 1633 in Meldorf), war ein deutscher Theologe, Pastor und Historiker.
Clüver war der Sohn eines Schneiders. Vom Rektor der heimatlichen Schule gefördert, besuchte er das Johanneum in Hamburg und begann 1609 sein Studium an der Universität Rostock, das er am 14. Oktober 1613 als Magister der Philosophie abschloss. Er begann als Adjunkt selbst Vorlesungen zu halten. 1614 kehrte er jedoch nach Süderdithmarschen zurück und übernahm eine Stelle als Diakon (dritter Prediger) am Meldorfer Dom. 1621 wurde er Pastor in Marne. 1623 wurde er von König Christian IV. auf die theologische Professur an der neugegründeten Ritterakademie in Sorø berufen. Gleichzeitig verwaltete er die Pfarrstelle an der Kirche von Sorø. 1626  erlangte er die Doktorwürde der Universität Rostock. 1630 verließ er Sorø und wurde Propst in Meldorf.
Clüver verfasste mehrere theologische und historische Werke.